# Charleville-sous-Bois

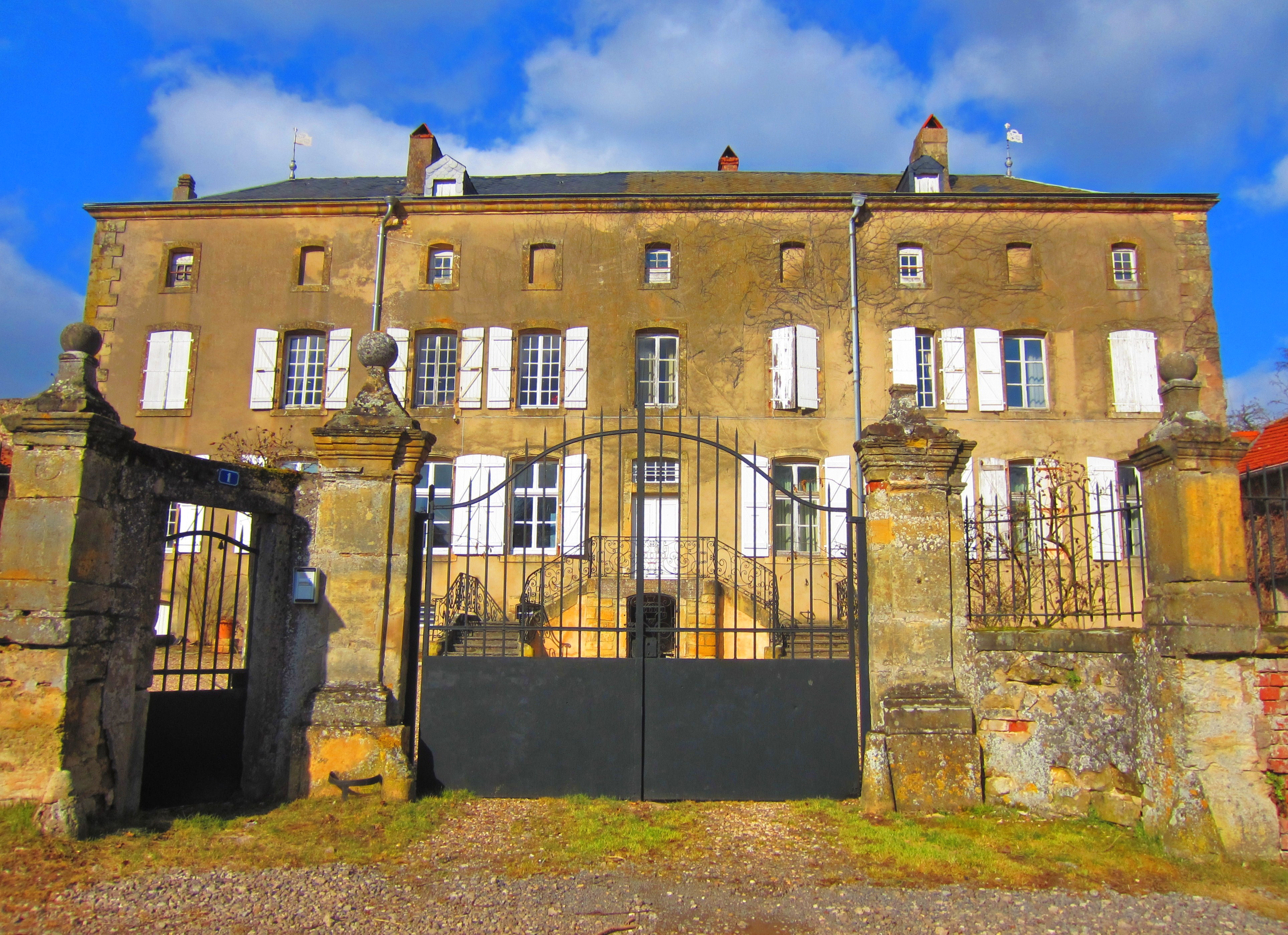
Schloss Charleville-sous-Bois

Charleville-sous-Bois (bis 1945 Charleville) ist eine französische Gemeinde mit 285 Einwohnern (Stand 1. Januar 2022) im Département Moselle in der Region Grand Est (bis 2015 Lothringen).

## Geographie
Die Gemeinde Charleville-sous-Bois liegt in Lothringen, etwa 22 Kilometer nordöstlich von Metz, zehn Kilometer östlich von Vigy und  sieben Kilometer westlich von Boulay (Bolchen).
Zu Charleville-sous-Bois gehört der Weiler Mussy-l’Évêque (Mitschen) sowie die Einzelsiedlungen Épange (Epingen), Nidange (Nidingen), Rénange (Riningen), Saint-Michel und das Schloss Rexroth.

## Geschichte
Der Ort wurde im Jahre 1618 von dem damaligen Abt des Zisterzienserklosters Villers-Bettnach gegründet. Die Ortschaft gehörte früher zum Herzogtum Lothringen. Der dreistöckige Turm der Dorfkirche ist auf das  13. bis 14. Jahrhundert datiert worden.
Durch den Frankfurter Frieden vom 10. Mai 1871 kam die Region an das deutsche Reichsland Elsaß-Lothringen, und das Dorf wurde dem Landkreis Metz im Bezirk Lothringen zugeordnet. Die Dorfbewohner betrieben Wein-, Obst- und Gemüsebau.
Nach dem Ersten Weltkrieg musste die Region aufgrund der Bestimmungen des Versailler Vertrags 1919 an Frankreich abgetreten werden. Im Zweiten Weltkrieg war die Region von der deutschen Wehrmacht besetzt.
1915–1918 trug der Ort den deutschen Namen Karlheim und 1940–1944 Karlsheim am Wald.
Der Ort ist für seine in einem ehemaligen Schloss untergebrachte gleichnamige Kurklinik bekannt. Das Schloss wurde 1912–1913 erbaut und hieß zunächst Schloss Rexroth, die Eröffnung als Kurklinik Maison de Convalescence Charleville erfolgte 1925.

### Demographie
| Anzahl Einwohner seit Ende des Zweiten Weltkriegs | Anzahl Einwohner seit Ende des Zweiten Weltkriegs | Anzahl Einwohner seit Ende des Zweiten Weltkriegs | Anzahl Einwohner seit Ende des Zweiten Weltkriegs | Anzahl Einwohner seit Ende des Zweiten Weltkriegs | Anzahl Einwohner seit Ende des Zweiten Weltkriegs | Anzahl Einwohner seit Ende des Zweiten Weltkriegs | Anzahl Einwohner seit Ende des Zweiten Weltkriegs | Anzahl Einwohner seit Ende des Zweiten Weltkriegs |
| ------------------------------------------------- | ------------------------------------------------- | ------------------------------------------------- | ------------------------------------------------- | ------------------------------------------------- | ------------------------------------------------- | ------------------------------------------------- | ------------------------------------------------- | ------------------------------------------------- |
| Jahr                                              | 1962                                              | 1968                                              | 1975                                              | 1982                                              | 1990                                              | 1999                                              | 2007                                              | 2019                                              |
| Einwohner                                         | 186                                               | 190                                               | 167                                               | 178                                               | 199                                               | 222                                               | 271                                               | 321                                               |

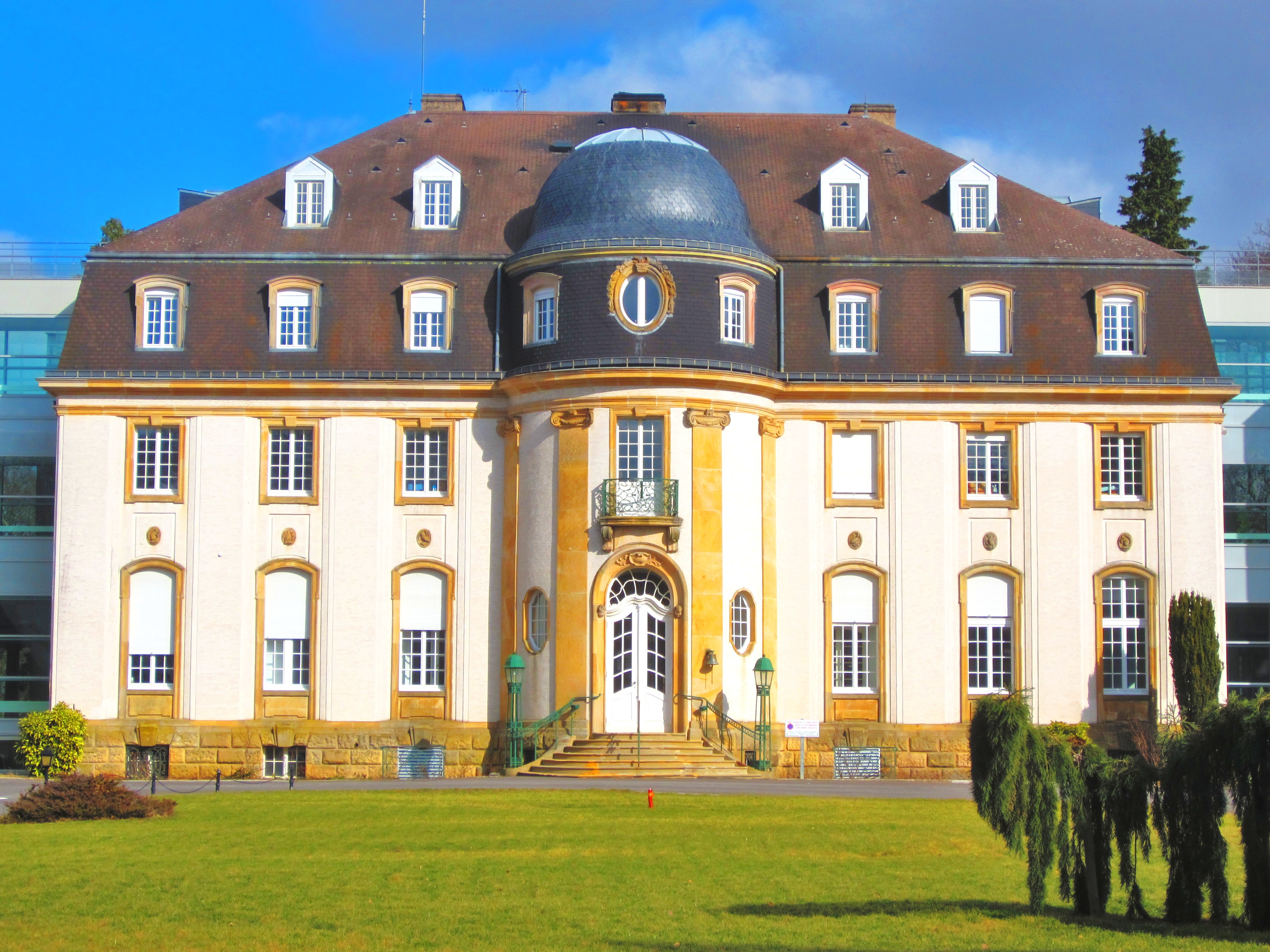
Schloss Rexroth
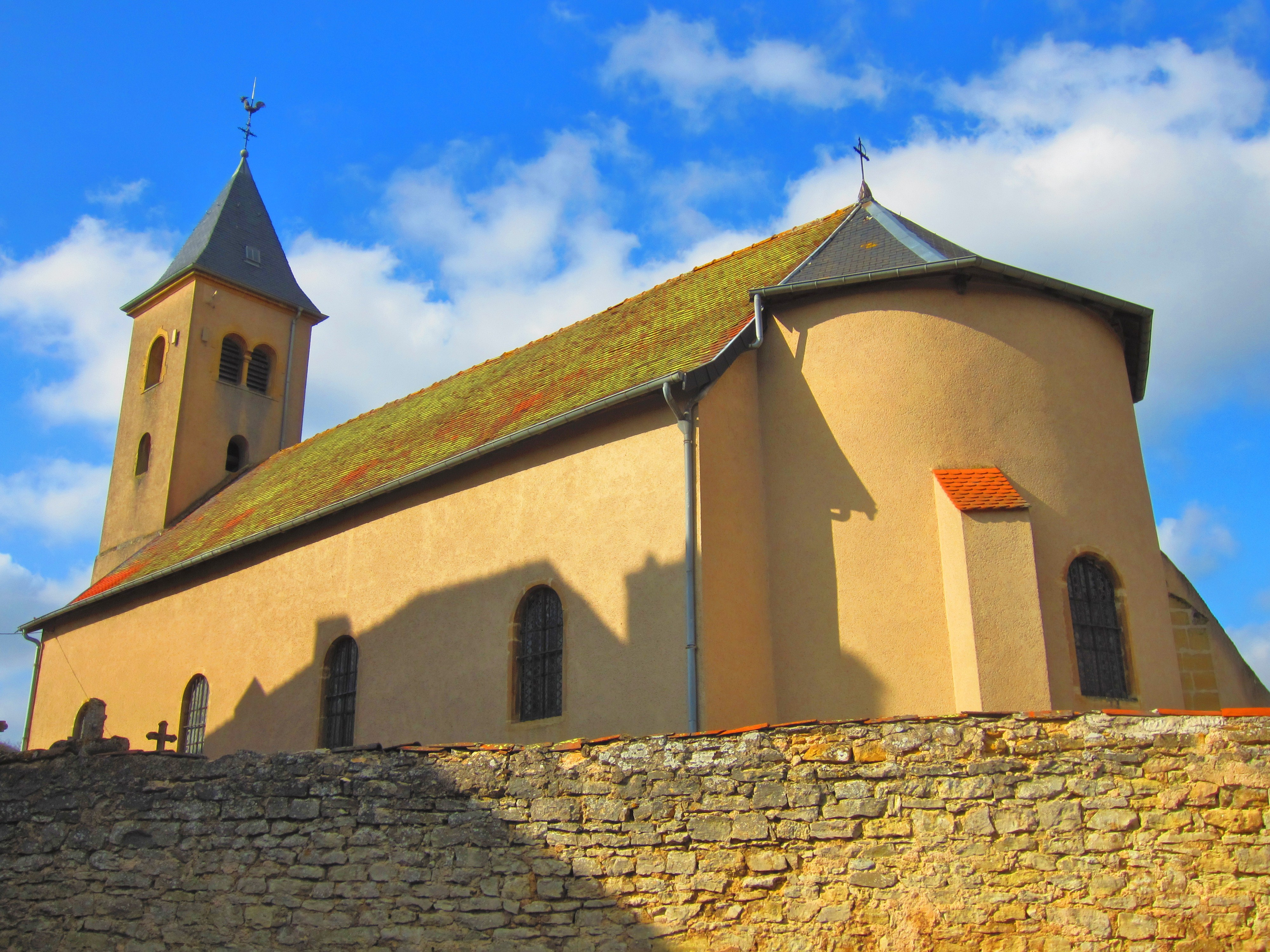
Kirche St. Claude, mit dreistöckigem Turm aus dem 13.–14. Jh.
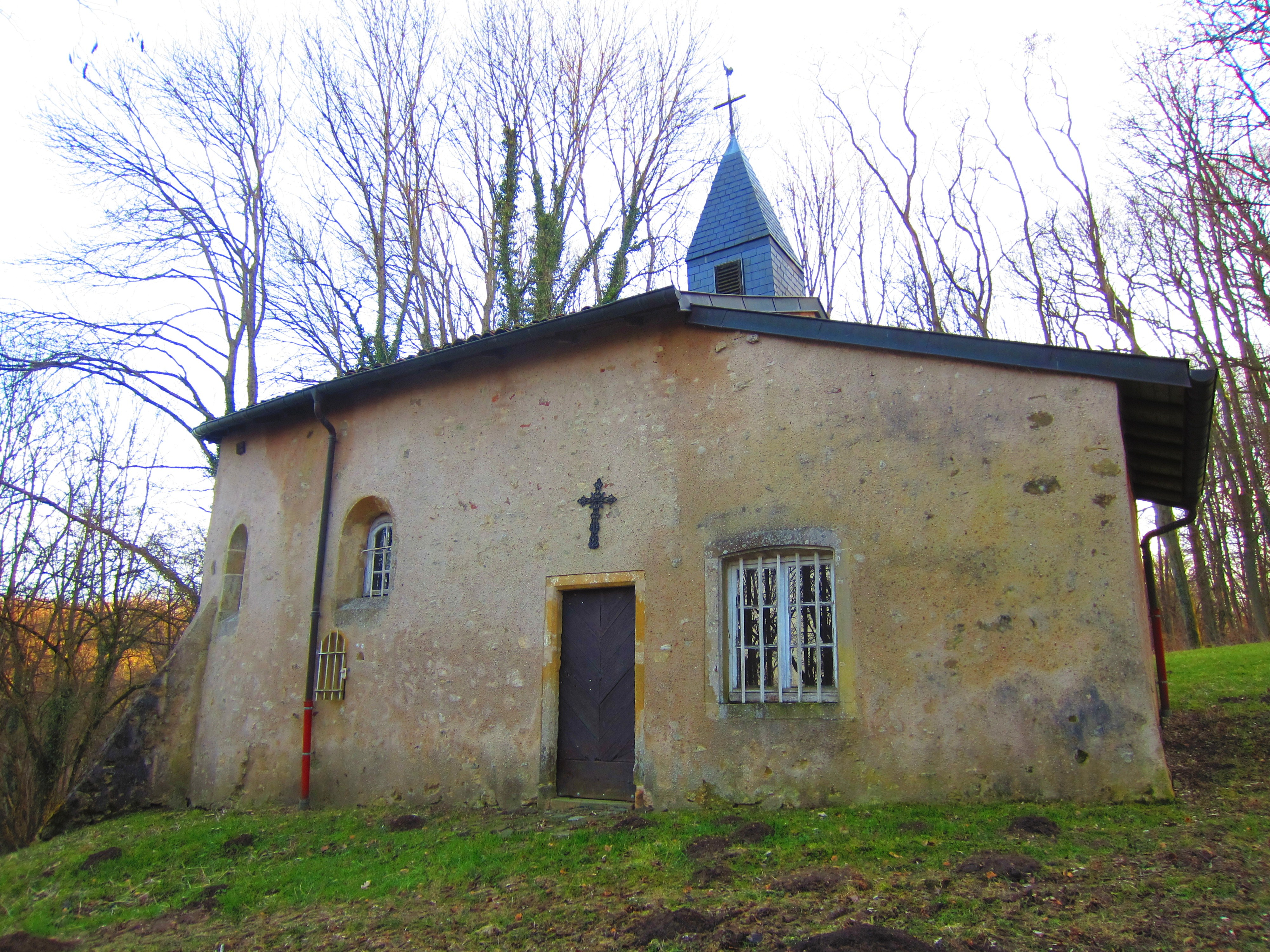
Kapelle St. Jacques und St. Christophe im Ortsteil Mussy l’Évêque (Mitschen)